# Misère de la prospérité : La religion marchande et ses ennemis

Misère de la prospérité : La religion marchande et ses ennemis est le titre d'un essai de Pascal Bruckner, publié en mars 2002 chez Grasset, sur la confrontation entre les libéraux et les anti-capitalistes. Dans cet ouvrage, Pascal Bruckner décèle une base commune entre ces deux positions antagonistes: le placement du système économique au-dessus de toute autre activité humaine, « messianisme commercial » pour les uns, source de tous les maux de la planète pour les autres. L'auteur y perçoit une ferveur d'ordre religieuse, l'économisme, « la dernière spiritualité du monde développé ». Dans la dernière partie, il propose de « désacraliser » le capitalisme, et invite le lecteur à une lucidité plus générale sur le "malaise du monde occidental", critique ses formes d'autodénigrement, thème qui rejoint d'autres de ses essais, Le Sanglot de l'homme blanc et La Tyrannie de la pénitence.
Misère de la prospérité a reçu le Prix du livre d'économie en 2002.